# Erik Passoja
Erik Passoja est un acteur britannique né le 9 juillet 1969 à Manchester.

## Filmographie

### Cinéma
- 1998 : Acid Rain :
- 2000 : After Sex de Cameron Thor : Tweedle Dum
- 2001 : Thank You, Good Night : l'annonceur au bingo
- 2007 : Prey 4 Me : Randy
- 2007 : Believers : IO
- 2011 : Going Down in LA-LA Land de Casper Andreas : Mr. Katz
- 2014 : A Winter Rose : Marc
- 2015 : Réalité de Quentin Dupieux : Billie
- 2015 : Teach Me Love de Tom Vaughan : Officier Lewis

### Télévision
- 2000 : The Beach Boys: An American Family (en) : Charles Manson (1 épisode)
- 2000 : Charmed : The Boss, Sorcerer (1 épisode)
- 2000 : Nash Bridges : George (1 épisode)
- 2001 : V.I.P. : Pierce (1 épisode)
- 2002 : Life with Bonnie : Gentleman (1 épisode)
- 2002 : Firefly : Bree (1 épisode)
- 2003 : The Lyon's Den : Benjamin Beacon (1 épisode)
- 2004 : Les Experts : Walter Darian (1 épisode)
- 2005 : Nip/Tuck : Granville Trapp (1 épisode)
- 2006 : Les Experts : Miami : Ethan Gaffney (1 épisode)
- 2006 : FBI : Portés disparus : Ramsey Gorman (1 épisode)
- 2008 : Miss détective, le prix à payer : un officier SS
- 2009 : The Bo-Bo & Skippy Show : Agent Heckles
- 2010 : The Resolve : John (1 épisode)
- 2011 : Reconstruction : Tisk
- 2011 : Urban Jungle Dating Dilemmas : Ex-Husband (1 épisode)
- 2011 : Hawaï 5-0 : Warden (1 épisode)
- 2013 : 90210 Beverly Hills : Nouvelle Génération : Erick (1 épisode)
- 2013 : True Blood : Sickly-Looking Vampire, Stanley (2 épisodes)
- 2014 : Esprits criminels : Sam Russell (1 épisode)
- depuis 2021 : NCIS : Enquêtes spéciales : Directeur du FBI Wayne Sweeney (4 épisodes)

### Jeux vidéo
- 2002 : Defender : Dr Mudo
- 2007 : Transformers : Wheeljack
- 2009 : Halo Wars : voix additionnelles
- 2011 : Cars 2
- 2013 : Skylanders: Swap Force
- 2014 : Call of Duty: Advanced Warfare : Doc